# Altmühltalradweg

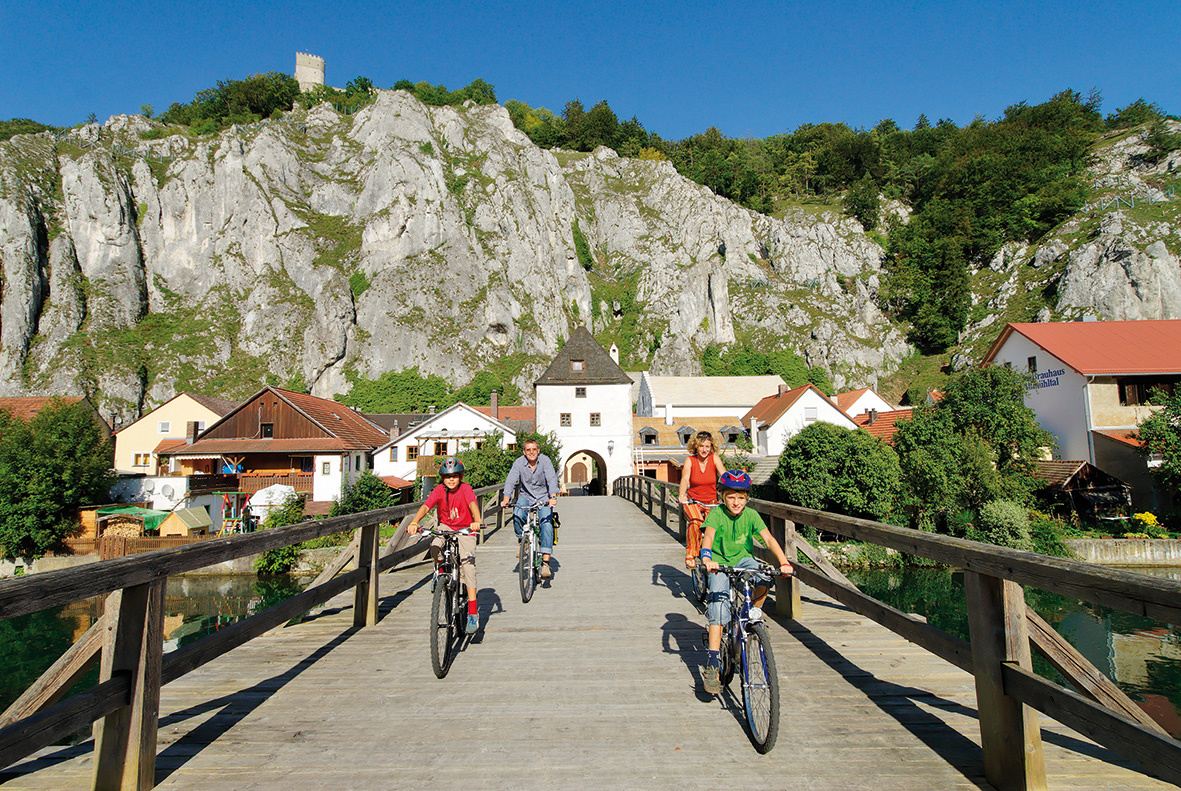
Fahrradfahrer auf der Brücke in Essing

Der Altmühltalradweg (auch Altmühltal-Radweg oder kurz Altmühlweg genannt) ist ein etwa 250 km langer Fernradweg in Bayern. Er verläuft von Rothenburg ob der Tauber jenseits der kontinentalen Wasserscheide im Nordwesten bis Kelheim an der Mündung der Altmühl in die Donau im Südosten.
Der Geografie des Altmühltals entsprechend besteht die Route landschaftlich aus zwei verschiedenen Teilen: Der nordwestlich von Treuchtlingen in Franken verlaufende Teil beginnt im Taubergrund, dem weiten Talbecken der oberen Tauber, überquert mit einem Anstieg von weniger als 100 Höhenmetern die Frankenhöhe und führt dann fast eben durch das weite Talbecken der oberen Altmühl. Südöstlich von Treuchtlingen folgt der Radwanderweg den zahlreichen Windungen des engen, in den Fränkischen Jura eingeschnittenen unteren Altmühltals, dessen steile Hänge zahlreiche bizarre Felsformationen aufweisen.
1979 gegründet und seither in vielen Abschnitten verbessert, ist der Altmühlweg einer der ältesten und laut der Radreiseanalyse des ADFC beliebtesten Radfernwege in Deutschland.

## Verlauf

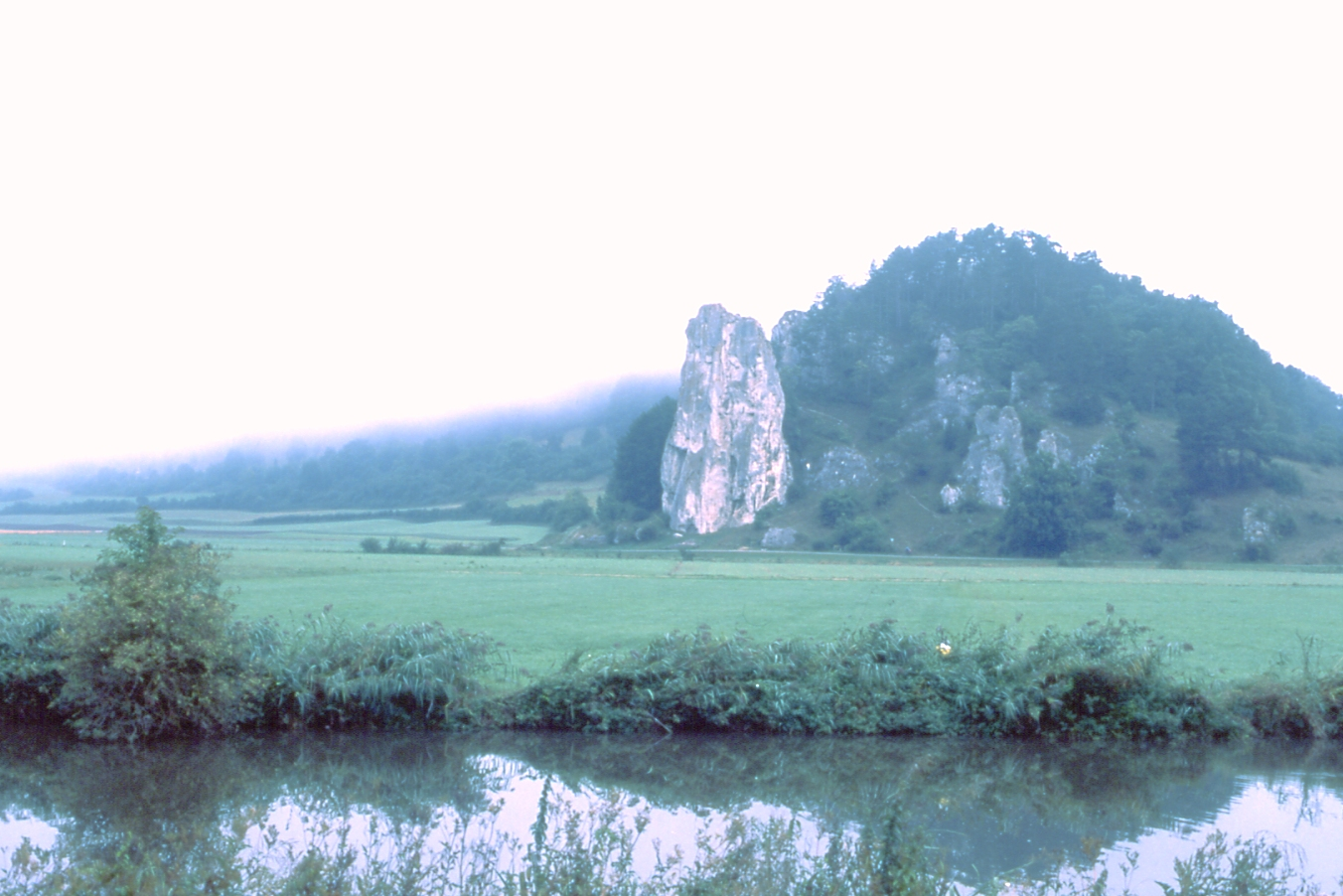
Herbstmorgen bei Dollnstein zwischen Treuchtlingen und Eichstätt

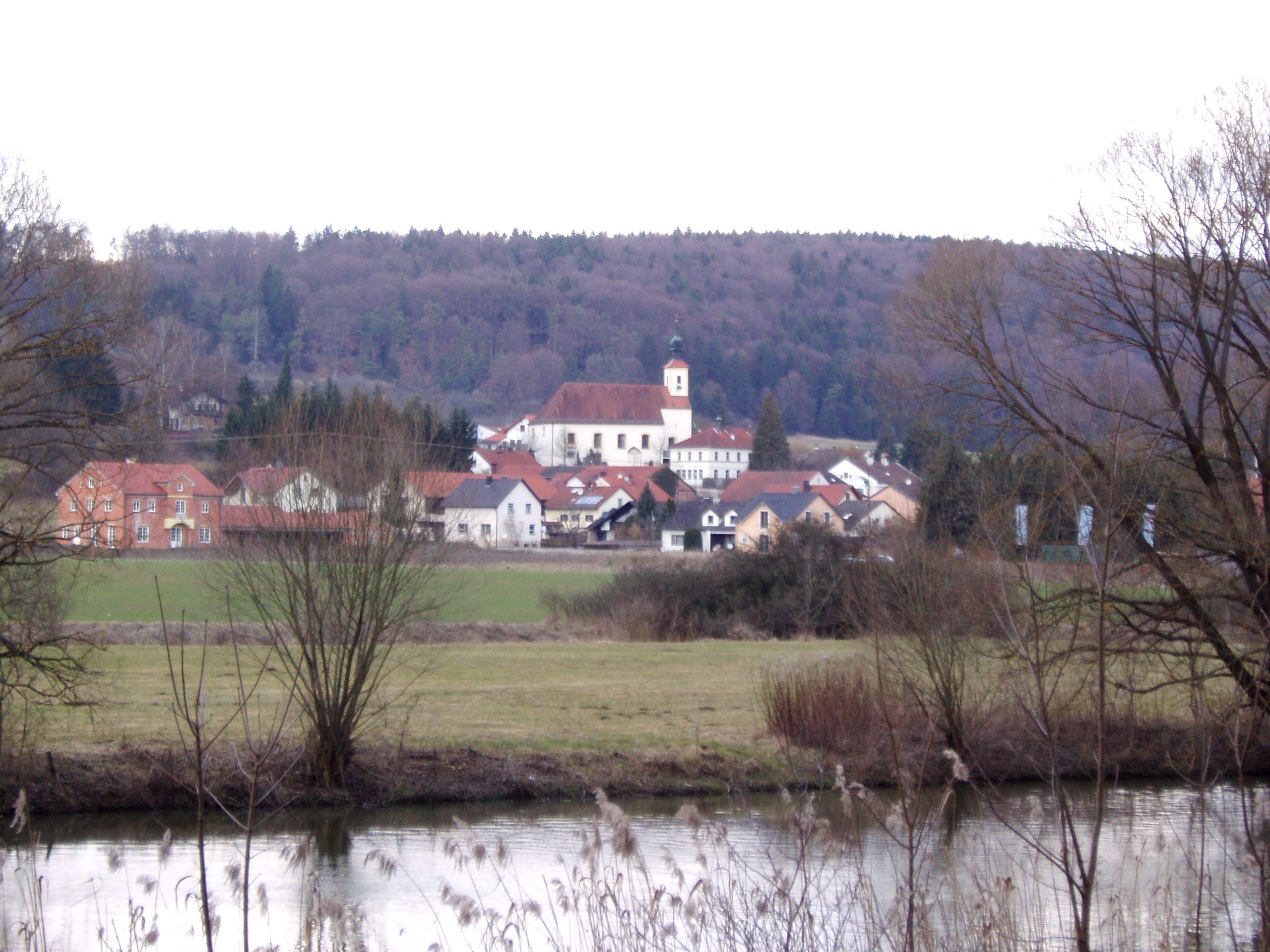
Walting unterhalb von Eichstätt

Der Altmühlweg beginnt in Rothenburg ob der Tauber.
Von dort gibt es zwei Möglichkeiten:
- Die erste Variante führt zum Quellgebiet der Altmühl und überquert die Hügel nach Hornau. In der Siedlung Erlach des Windelsbacher Ortsteils Hornau ist die Quelle der Altmühl. Entlang der Altmühl führt der Weg dann nach Colmberg-Binzwangen (75 km bis Gunzenhausen).

- Die zweite Variante umgeht die Berge und zweigt nach Neusitz flach bis Geslau ab (65 km).

Beide Varianten treffen sich in Colmberg-Binzwangen.
Von dort aus verläuft die Route über Herrieden, Ornbau, am nördlichen Ufer des Altmühlsees bis Gunzenhausen.
Ab Gunzenhausen verläuft der Weg 155 km durch den Naturpark Altmühltal über Eichstätt bis Kelheim. Die Strecke ist meist eben und abseits von befahrenen Straßen. Sie führt direkt an der Altmühl entlang.
Die Region mit Altmühl- und Brombachsee vermarktet sich touristisch als Fränkisches Seenland. Zwischen Gunzenhausen und Treuchtlingen besteht eine Variante an die Steinerne Rinne bei Wolfsbronn, die bei Markt Berolzheim wieder zurück in den Hauptradweg mündet.
Ab hier sind Stationen auf dem Radwanderweg unter anderem Treuchtlingen, Pappenheim, Solnhofen, Esslingen, Dollnstein, Obereichstätt, Eichstätt, Pfünz, Walting, Kipfenberg, Kinding, Kratzmühlsee bei Unteremmendorf, Beilngries, Dietfurt, Riedenburg, Neuessing und Kelheim. Dort mündet die Altmühl in die Donau.
Der genaue Verlauf des Altmühltal-Radweges ist in OpenStreetMap und im Radroutenplaner Bayern einsehbar.

## Beschilderung
Der Altmühltalradweg ist beschildert mit einem grünen Fahrrad und darüber die Beschriftung „Altmühlweg“. Außerdem ist ein kleiner Aufkleber des Logos angebracht. Es zeigt von links unten nach rechts oben einen stilisierten blauen Fluss, darüber einen Radfahrer auf grünem Grund, darunter eine gelbe Fläche.

## Details zu einzelnen Abschnitten des Altmühltal-Radwegs zwischen Gunzenhausen und Kelheim
- Abschnitt Gunzenhausen – Treuchtlingen (27 km)

Auf dieser Teilstrecke führt ein Stichweg zur Steinernen Rinne, ein durch Kalkablagerung entstandenes Naturdenkmal bei Wolfsbronn. Ebenfalls sehenswert ist der Karlsgraben bei Treuchtlingen. Dieser wurde im Jahr 793 von Kaiser Karl dem Großen errichtet und sollte als Verbindungskanal zwischen Donau und Rhein über die Schwäbische Rezat und die Altmühl dienen.
- Abschnitt Treuchtlingen – Pappenheim (8 km)

Auf dieser Strecke passiert man die Altmühltherme in Treuchtlingen und die mittelalterliche Burg in Pappenheim, wo im Sommer ein Ritterturnier stattfindet.
- Abschnitt Pappenheim – Solnhofen (7 km)

Hier findet man den Solnhofener Plattenkalk, der als Baumaterial verwendet wird. Außerdem ist in dieser Gegend der Fundort des Urvogels Archaeopteryx, zu sehen im Bürgermeister-Müller-Museum in Solnhofen.
- Abschnitt Solnhofen – Dollnstein (13 km)

Innerhalb dieser Strecke gibt es die so genannten ’’Zwölf Apostel’’ zu sehen, die bekannteste Felsengruppe im Altmühltal, das laut Bayerischem Landesamt für Umwelt zu den schönsten Geotopen Bayerns gehört.
- Abschnitt Dollnstein – Eichstätt (16 km)

Zwischen Dollnstein und Breitenfurt erhebt sich der freistehende Burgsteinfelsen. Sehenswert sind auch die barocke Altstadt Eichstätts und die Willibaldsburg über der Stadt.
- Abschnitt Eichstätt – Kipfenberg (27 km)

Dieser Abschnitt führt von Eichstätt nach Pfünz und bei Walting auf der Trasse der stillgelegten Bahnstrecke Eichstätt–Beilngries. Hier trifft man auf römische Spuren. Über Pfünz thront das teilweise wieder aufgebaute Kastell Vetoniana. Auf Burg Kipfenberg sind das Römer- und Bajuwaren-Museum und der Infopoint Limes untergebracht. Naturliebhaber finden hier das Naturschutzgebiet ’’Gungoldinger Wacholderheide’’.
- Abschnitt Kipfenberg – Beilngries (17 km)

Zwischen Kipfenberg und Beilngries folgt der Radweg größtenteils der ehemaligen Bahnstrecke Eichstätt–Beilngries. Beliebtes Ausflugsziel ist hier das Freizeitzentrum Kratzmühle mit Badesee und Technikmuseum.
- Abschnitt Beilngries – Riedenburg (29 km)

Über der Stadt Beilngries befindet sich Schloss Hirschberg. Hier besteht die Möglichkeit, die letzte Strecke bis Kelheim mit dem Schiff zu fahren. Der Weg nutzt von Töging bis Dietfurt die ehemalige Strecke der Bahnstrecke Neumarkt–Dietfurt. Ab Dietfurt verläuft der Radweg am Main-Donau-Kanal weiter.
- Abschnitt Riedenburg – Kelheim (16 km)

Schloss Prunn ist eine gut erhaltene Ritterburg. Bei Essing befindet sich die Tropfsteinhöhle Schulerloch. Über Kelheim liegt die Befreiungshalle, errichtet unter König Ludwig I.

## Verbindungen zu anderen Radwanderwegen
In Gunzenhausen, Kinding und Beilngries besteht eine Verbindung zum Fränkischen Wasserradweg. Bei Dollnstein besteht durch das Wellheimer Trockental (ein ehemaliges Tal der Donau) ein relativ bergfreier Übergang zum Donauradweg bei Rennertshofen. Durch das Wellheimer Trockental führt der Radweg Titting-Dollnstein, in den meisten Talabschnitten kommt man aber besser auf der Landstraße voran. In Pfünz zweigt ein Radweg nach Ingolstadt ab. Ab Kinding kann man die Radwanderwege durch das Anlautertal und durch das Schwarzachtal nutzen, z. B. den Anlautertal-Radweg. In Beilngries kann man eine Variante durch das Ottmaringer Tal nach Dietfurt hin wählen. Bei Riedenburg mündet das Schambachtal in das Altmühltal. Durch das Schambachtal verläuft eine Radwegeverbindung nach Ingolstadt und zum Donauradweg. Dieser Schambachtalbahn-Radweg verläuft nahezu steigungsfrei überwiegend auf der ehemaligen Lokalbahntrasse von Riedenburg nach Ingolstadt.
Bei Kelheim endet der Altmühltalradweg und mündet dort in dem Donauradweg.
Weitere Anschlussrouten:
- Taubertalradweg ab Rothenburg ob der Tauber
- Aischtal-Radweg ab Rothenburg ob der Tauber
- Deutscher Limes-Radweg ab Kipfenberg
- Via Raetica ab Kipfenberg
- Drei-Täler-Radweg ab Dollnstein
- Fünf-Flüsse-Radweg ab Beilngries/Kelheim

## Anbindung an öffentliche Verkehrsmittel
Von Eichstätt bis kurz hinter Gunzenhausen wird das Altmühltal von den Bahnstrecken Eichstätt–Beilngries, München–Treuchtlingen und Treuchtlingen-Würzburg durchzogen, die in diesen Abschnitten auch Altmühl(tal)bahn genannt werden. Von letzterer Strecke führt vom Bahnhof Steinach bei Rothenburg eine Zweigstrecke nach Rothenburg ob der Tauber. Rothenburg am Nordende des Radwanderweges hat Bahnanschluss an dieselbe Strecke. In Treuchtlingen besteht Anschluss an die Bahnstrecke Treuchtlingen–Nürnberg, in Kinding gibt es einen Bahnhof der Schnellfahrstrecke Nürnberg–Ingolstadt.
Zudem verkehren im Naturpark Altmühltal während der Radsaison Freizeitbusse mit Fahrradanhänger, von Mai bis Anfang Oktober an Samstagen, Sonn- und Feiertagen von Eichstätt – Beilngries – Dietfurt an der Altmühl – Riedenburg und von Regensburg – Kelheim – Riedenburg, werktags auch zwischen Eichstätt und Beilngries.